# د گراف (مینه‌سوتا)
د گراف، مینه‌سوتا (به انگلیسی: De Graff, Minnesota) یک شهر در ایالات متحده آمریکا است که در مینه‌سوتا واقع شده‌است.

## خصوصیات
د گراف ۲٫۱۰ کیلومترمربع مساحت و ۱۱۵ نفر جمعیت دارد و ۳۲۳ متر بالاتر از سطح دریا واقع شده‌است.